# Georg Johann Christian Urlaub

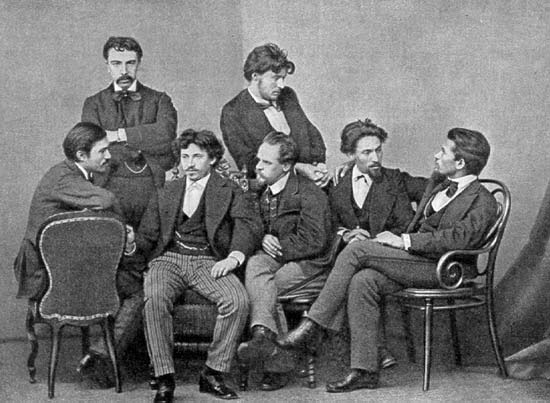
Absolventen der Russischen Kunstakademie 1871. Sitzend von links nach rechts: Pavel Kovalevsky, Ilja Repin, Georg Urlaub, Konstantin Sawizki, Jewgeni Makarov; Stehend: Wassili Polenow, Michael Kudryavtsev.

Georg Johann Christian Urlaub, seit 1880 von Urlaub, (russisch Георг Иоганн Кристиан Урлауб bzw. Егор Фёдорович Урлауб, wiss. Transliteration Egor Fedorovič Urlaub, * 25. Dezember 1844jul. / 7. Januar 1845greg. in St. Petersburg, Russisches Kaiserreich; † 29. Juli 1914 in Starnberg, Deutsches Reich) war ein deutsch-russischer Maler.

## Leben
Georg Johann Christian Urlaub wurde als Sohn des aus Aschaffenburg stammenden, in St. Petersburg arbeitenden, Malers und Emailkünstlers Theodor Urlaub (1814–1888, ab 1872 russischer Staatsbürger) geboren. Theodor Urlaubs Großvater war der Maler Georg Karl Urlaub. Georg Johann Christian Urlaub studierte zunächst von 1861 bis 1871 an der Russische Kunstakademie, 1871 wurde ihm von der Akademie eine Goldmedaille für sein Werk Die Auferweckung der Tochter des Jairus verliehen. Im Jahr darauf zog Urlaub nach Berlin, um dort weiteren Unterricht bei Anton von Werner zu nehmen. Ab 1873 besuchte Urlaub die Malschule bei Wilhelm von Diez in München. 1880, zurück in Russland, wurde Urlaub zum Mitglied der Kaiserlichen Kunstakademie in St. Petersburg ernannt (beziehungsweise ihm der Rang eines „Akademikers“ verliehen), womit eine Erhebung in den persönlichen, russischen Adelsstand verbunden war. 1880/81 fertigte Georg Johann Christian Urlaub drei Wandgemälde im St. Petersburger Palais Alexander von Bilderlings an. Zwei Jahre später unternahm Urlaub eine Studienreise durch Italien. In den Jahren 1886 bis 1889 hielt er sich in Paris auf, anschließend ließ er sich in München nieder. Seit 1883 war Urlaub mit Karolina Truchseß von Wetzhausen verheiratet, das Paar hatte keine Kinder. Zuletzt lebte Urlaub in Starnberg. Er war der letzte Maler aus der Künstlerfamilie Urlaub.
Urlaub malte vor allem in impressionistischer und realistischer Manier, es lässt sich in seinen Werken eine Orientierung an der Schule von Barbizon und in seinen späteren Werken eine an der Münchner Schule erkennen. Urlaub fertigte Werke zu religiösen als auch historischen Themen, aber ebenso Porträts, Genre- sowie Landschaftsbilder an. In Zeichnungen stellte er oftmals mythologische Themen dar, des Weiteren illustrierte Urlaub diverse Romane von Walter Scott.
Georg Urlaub starb 1914 im Alter von 69 Jahren in Starnberg.

## Grabstätte

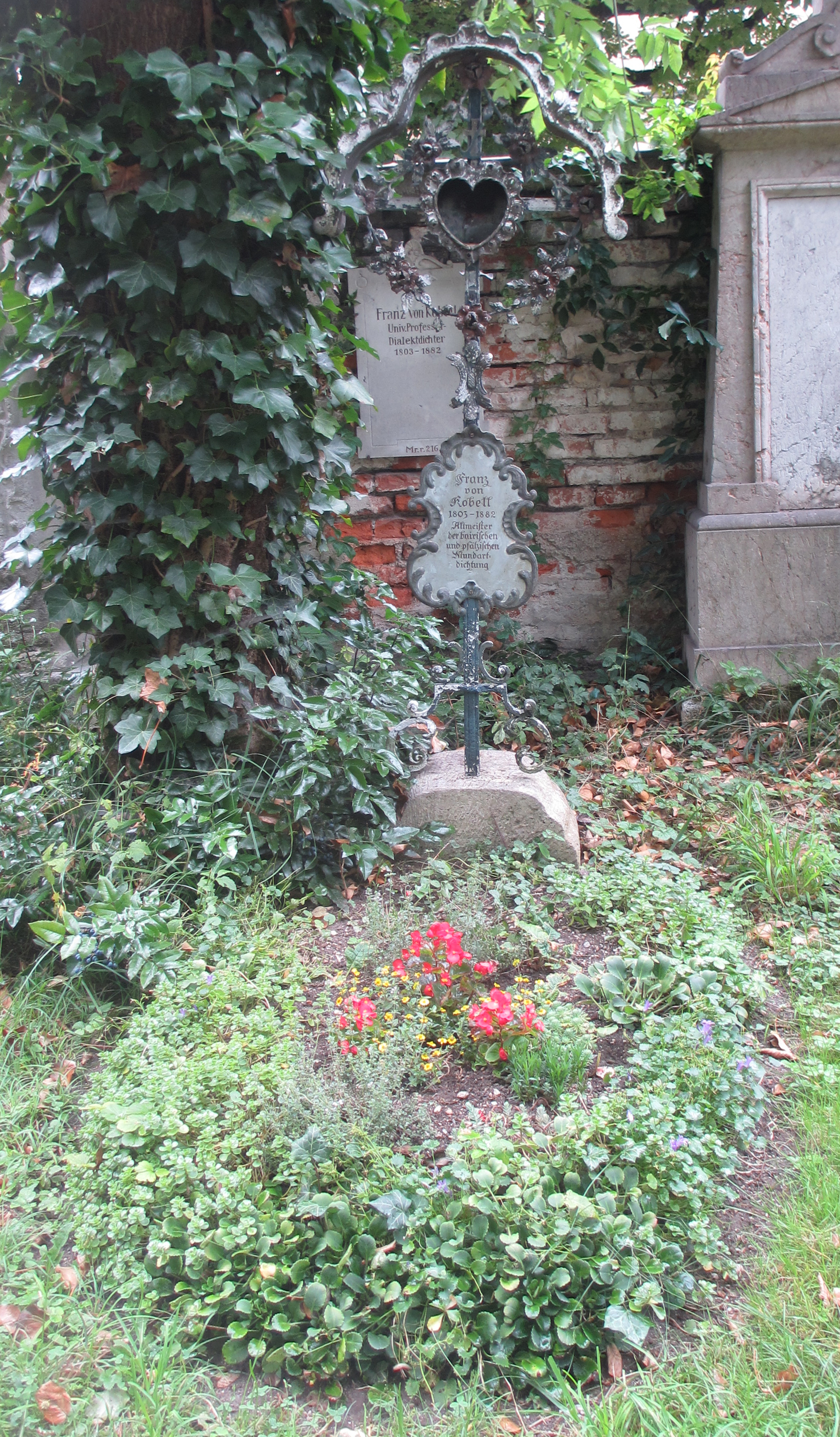
Grab von Georg Urlaub im Familiengrab Kobell auf dem Alten Südlichen Friedhof in München

Die Grabstätte von Georg Urlaub befindet sich auf dem Alten Südlichen Friedhof in München (Mauer Rechts Platz 216 bei Gräberfeld 10) Standort. In dem Grab  der Familie Kobell liegen auch:
- Egid von Kobell (1772–1847), Staatsrat
- Ferdinand Kobell (1740–1799), Maler
- Franz von Kobell (1803–1882), Mineraloge, Schriftsteller
- Franz Kobell (1749–1882), Maler

## Werke (Auswahl)
- Hiobs Leiden (Öl auf Leinwand, 1871).
- Russisches Dorf (Aquarell, 1888).
- Mädchen in Kimono (Aquarell, 1896).
- Blumenstillleben (Öl auf Pappe).
- Lagerleben aus dem Dreißigjährigen Krieg (Öl auf Leinwand).
- Lustige Gesellschaft (Radierung).
- Stillleben mit Küken, Henne und einem alten Schuh (Öl auf Leinwand).
- Südliche Landschaft mit einem Reiter auf einem Esel (Öl auf Pappe).

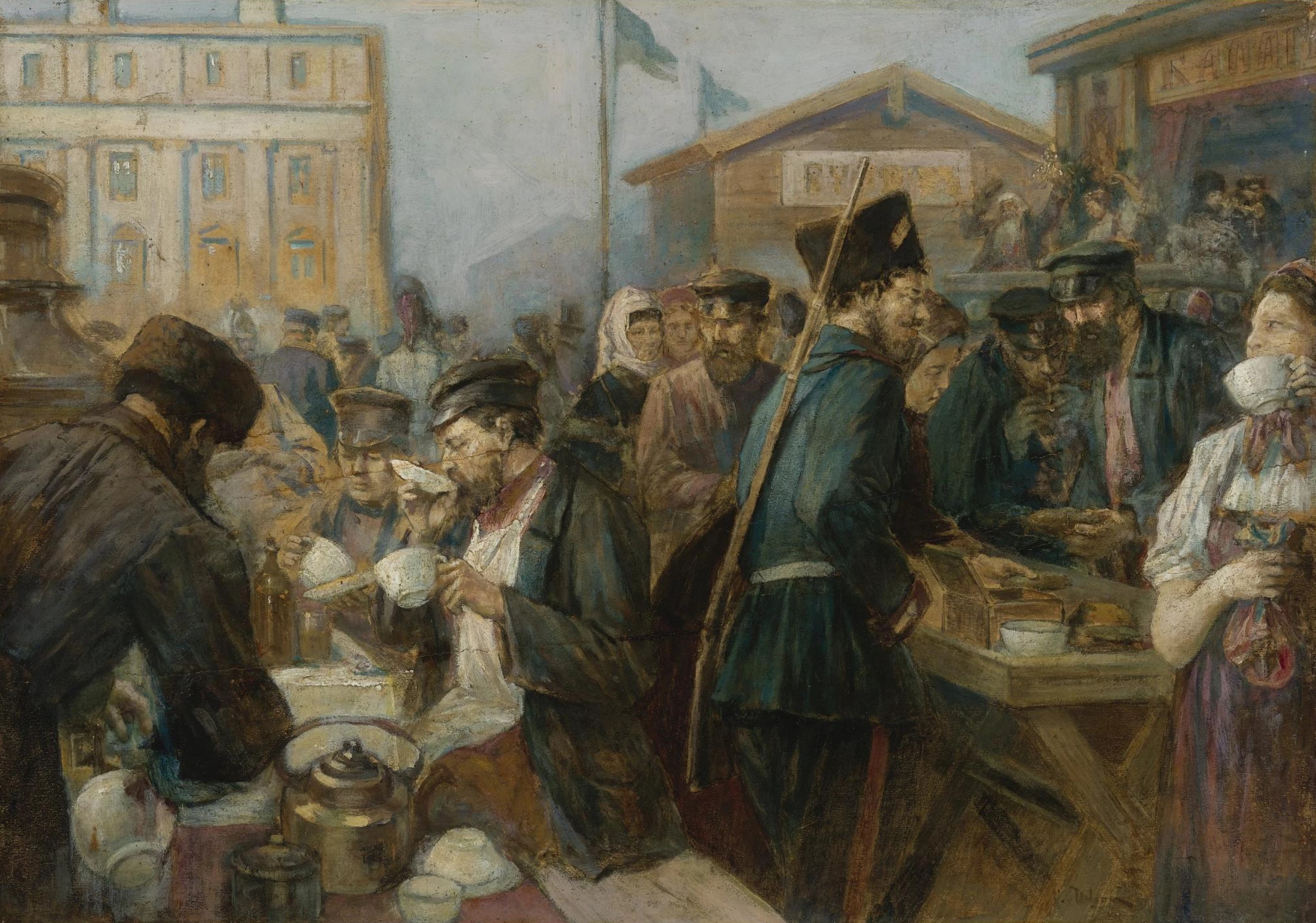
Depot in St. Petersburg (1873)
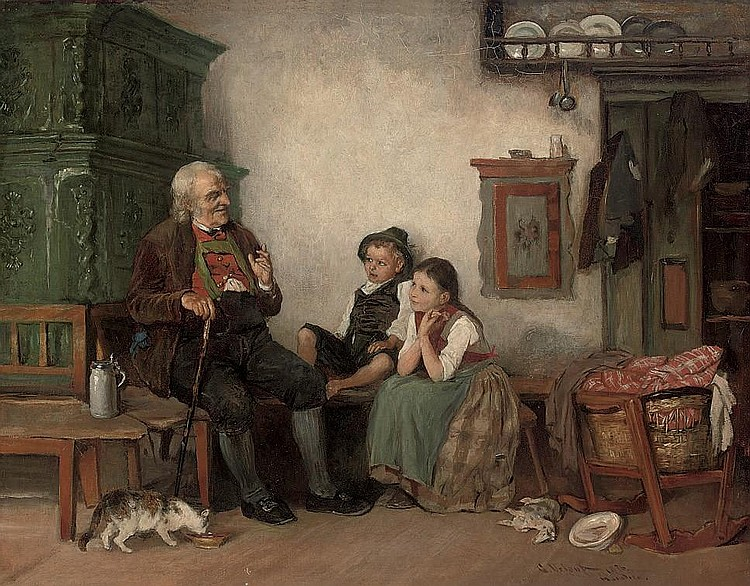
Großvaters Geschichten (1878)
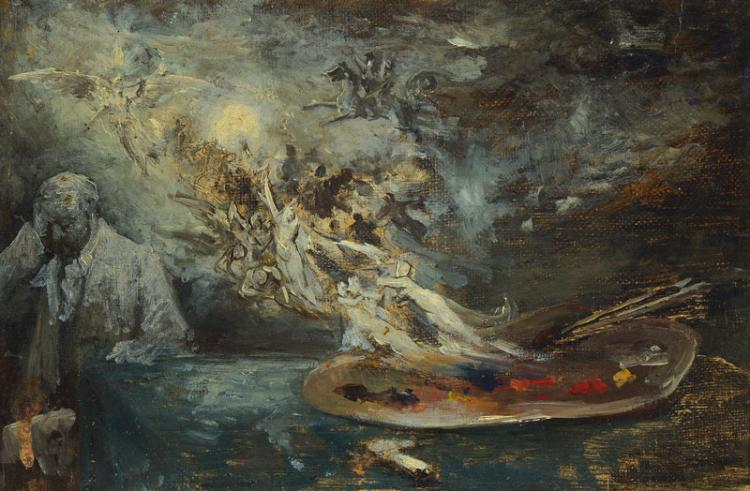
Selbstporträt mit Farbpalette und mythologischen Wesen (um 1900)
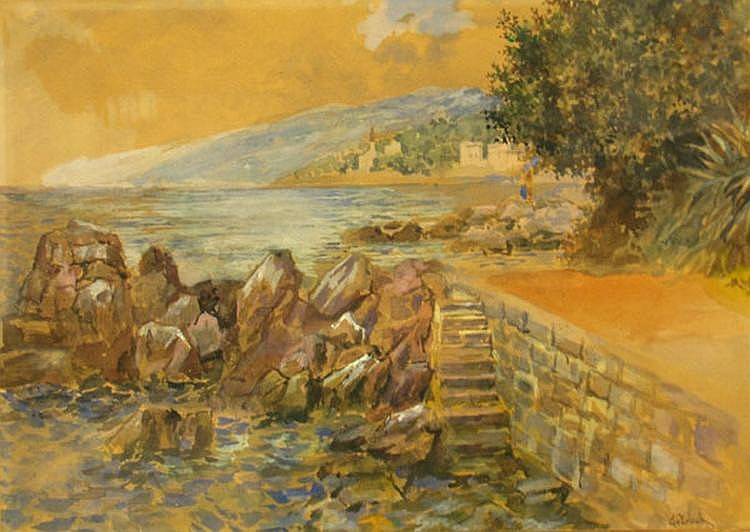
Mediterrane Küstenlandschaft